# 熱海溫泉

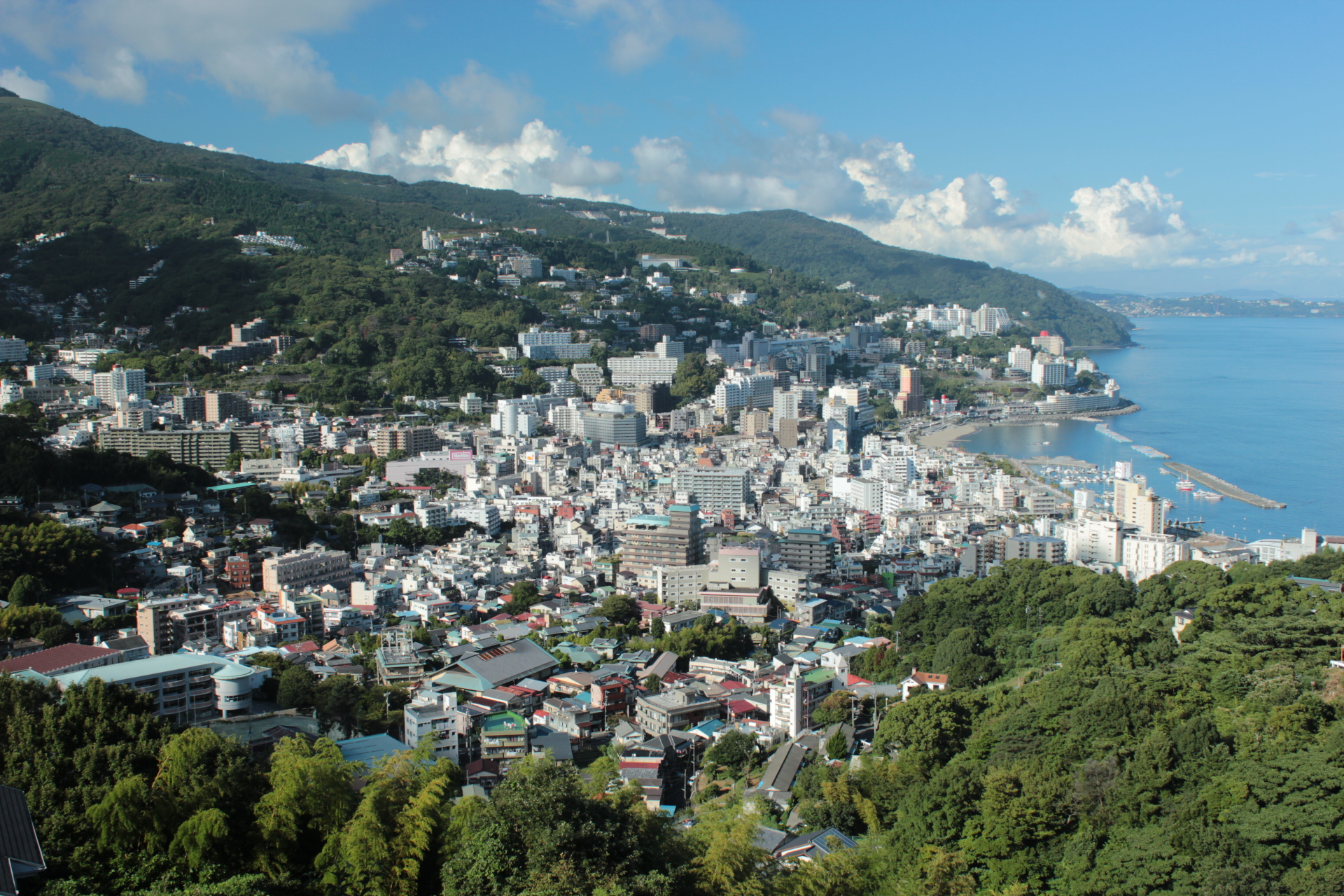
熱海

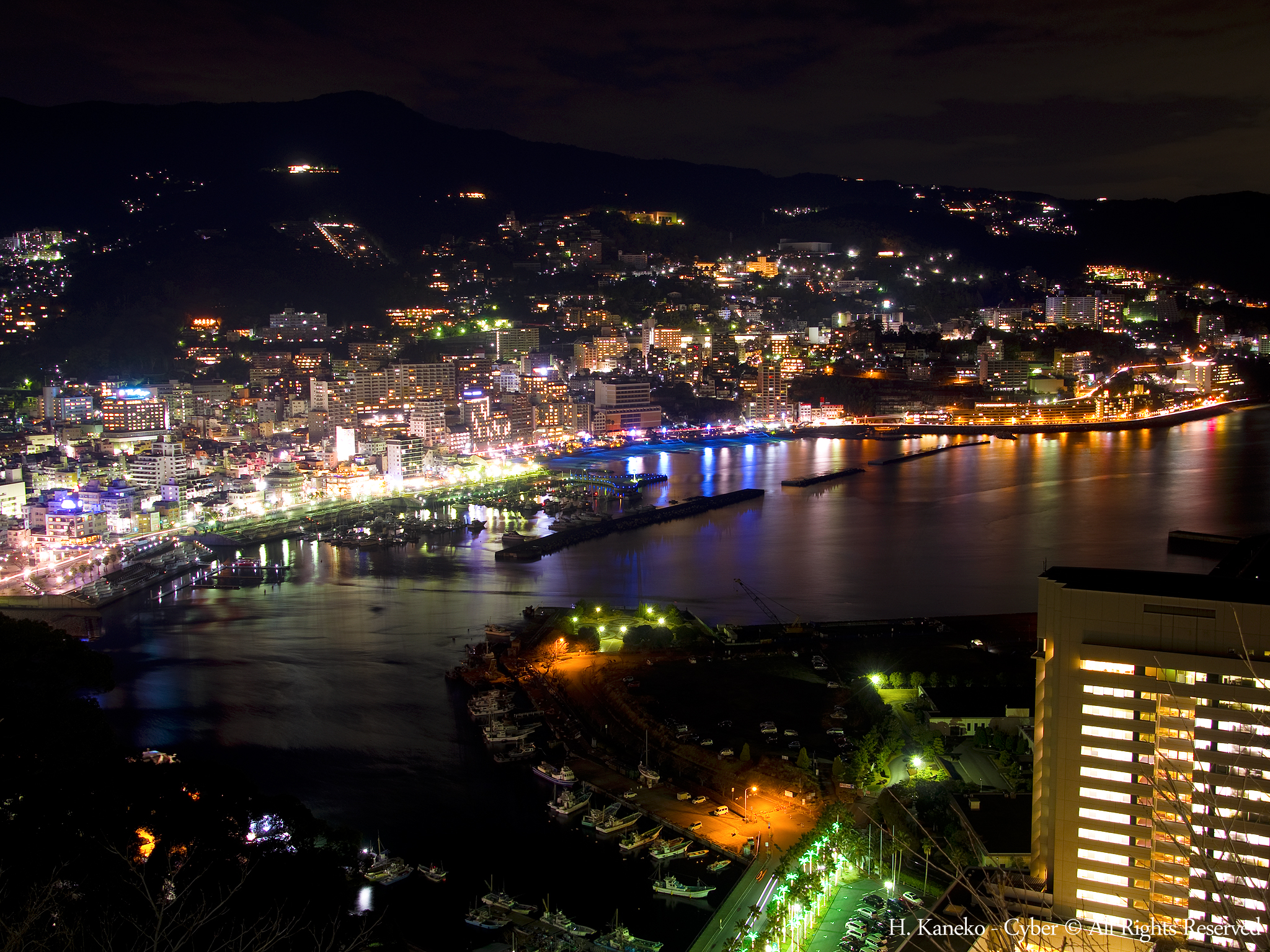
夜景

熱海溫泉（日语：／ Atami onsen）是靜岡縣熱海市的溫泉。日本三大溫泉之一。

## 泉質
- 塩化物泉

## 溫泉街
溫泉街沿海延伸，旅館、飯店林立，也有共同浴場。

## 外部連結
- 熱海市観光協会 （页面存档备份，存于）
- 熱海溫泉旅館組合 （页面存档备份，存于）